# Pycnotropis colombiensis
Pycnotropis colombiensis är en mångfotingart som beskrevs av Chamberlin 1923. Pycnotropis colombiensis ingår i släktet Pycnotropis och familjen Aphelidesmidae. Inga underarter finns listade i Catalogue of Life.